# Pierre Daru
Pour les articles homonymes, voir Daru.
Pour les autres membres de la famille, voir famille Daru.
Pierre Daru, né à Montpellier le 12 janvier 1767 et mort aux Mureaux au château de Bescheville le 5 septembre 1829, est un homme d'État et homme de lettres français. Comte d'Empire, il est l'homme dont Napoléon Ier à Sainte-Hélène résumait l'éloge en ces termes : « Il joint le travail du bœuf au courage du lion. »

## Biographie

### Jeunesse
Pierre-Antoine-Noël-Mathieu Bruno Daru est né sous l'Ancien Régime, dans une famille anoblie en 1769 grâce à la charge de capitoul de Toulouse exercée par son père Noël Daru, également avocat, premier secrétaire de l'intendance du Languedoc et époux de Suzanne Périés. Après Pierre, le couple a quatre autres enfants qui atteindront l'âge adulte, dont trois filles. À l'âge de 10 ans, Pierre Daru est envoyé au collège oratorien de Tournon avant de revenir en août 1782 à Montpellier où il restera jusqu'en 1791. Il appartient très tôt à une des sociétés littéraires de la ville et intègre, grâce à son père, le bureau militaire de l'intendance en tant que commis. Tout en assurant cette mission, il intègre la faculté de droit.
Le 10 avril 1784, grâce aux démarches de Noël Daru auprès du secrétaire d'État de la Guerre, au soutien de Monsieur de Saint-Priest et à l'achat — possiblement avec l'aide de Louis XVI — de la charge pour 87 495 livres, Pierre Daru devient commissaire provincial des guerres et sous-lieutenant dans une compagnie de canonniers-gardes-côtes, compte-tenu alors de l'obligation d'être officier pour être commissaire. Rapidement, il obtient de travailler auprès de Monsieur de Causan, le commissaire ordonnateur du Languedoc. En 1785, tout en continuant ses études juridiques, il assure l'intérim du commissariat des guerres à Tournon. Dans le même temps, il s'est affilié à une nouvelle société littéraire et écrit beaucoup — une comédie, un opéra, un vaudeville, des poèmes, des traductions —, mais pas forcément bien d'après la critique.
En 1787, il rédige un mémoire intitulé Travail général sur les étapes dans la province du Languedoc dont les propositions sont approuvées par le Conseil de la Guerre après rapport du comte de Guibert. À la suite d'une réforme par ordonnance du corps de l'intendance, Pierre Daru devient, le 27 juin 1789, premier-élève.

### Service sous la Révolution française
L'année suivante, il fonde une « société populaire » et intègre la Garde nationale. À la mi-1791, il profite d'une cure de sa mère à Sylvanès pour quitter Montpellier, se rendre ensuite à Narbonne où il obtient un passeport pour Paris.
Rapidement, il est affecté, par passe-droit, à un poste de commissaire ordinaire des guerres pour la 13e région militaire dont le siège est à Rennes où il sera sous les ordres de Claude-Louis Petiet, commissaire ordonnateur et grand juge militaire. Dès le mois de juin, il remplace Petiet, muté, et ce jusqu'au début de l'année 1793 qui voit le retour de celui-ci. Pendant cette période, il doit faire face à de grandes difficultés du fait des perturbations de la logistique par les chouans. Du fait de l'inflation des effectifs et de la valeur limitée de nombreux commissaires, il propose la rédaction d'un manuel.
Le 25 avril 1794, il est arrêté et incarcéré quelques jours pour avoir commis une imprudence dans un échange épistolaire. Son père est également arrêté et incarcéré jusqu'en octobre. Pierre Daru est finalement réintégré dans ses fonctions, toujours au côté de Petiet, au début de l'année 1795, puis remplace celui-ci en avril en tant que commissaire ordonnateur en chef pour les armées du général Lazare Hoche.
Fin septembre 1795, avec l'avènement du Directoire, le général Aubert du Bayet est nommé ministre de la Guerre. Il nomme le 5 janvier 1796 Pierre Daru à la tête de la 2e division du ministère dont les missions recouvrent celle d'un cabinet ministériel et d'un secrétariat général. Sous l'autorité d'Aubert du Bayet puis, très rapidement, de Petiet, il fait réaliser une revue générale des troupes pour ne payer que ce qui est dû, collationne l'ensemble des textes réglementaires pris les années précédentes. Son service au ministère prend fin en même temps que celui de Petiet, remplacé par le général Schérer. Il consacre alors son temps libre à rédiger un mémoire faisant le bilan de l'action du ministre Petiet et à des œuvres littéraires, la traduction d'Horace en particulier.
De retour au service actif à partir du mois de septembre 1798, il occupe successivement les postes de :
- commissaire ordonnateur près de l'armée de Mayence commandée par le général Joubert ;
- chef des services de subsistances, transports et hôpitaux de l'armée d'Helvétie ;
- ordonnateur en chef de l'armée d'Helvétie (mars 1799).

Durant l'été 1799, il est finalement nommé à la tête d'une commission chargée d'apurer les comptes avec l'Helvétie.

### Service sous le Consulat et l'Empire

#### Consulat
À la suite du coup d'État du 18 Brumaire, Louis-Alexandre Berthier est nommé ministre de la Guerre et confie à Daru la direction de la 1re division du ministère, division chargée de la gestion de l'ensemble du personnel. Il participe à la création de l'inspection aux revues, corps chargé de « l'organisation, l'embrigadement, l'incorporation, la levée, le licenciement, la solde et la comptabilité des corps militaires, la tenue des contrôles et la formation des revues ». Tandis que Petiet était nommé inspecteur général aux revues, Daru recevait quant à lui le grade d'inspecteur. Les dispositions de l'ordonnance de 1776 relative aux revues des troupes sont réactivées, permettant ainsi un meilleur contrôle des effectifs. Dans le même temps, l'artillerie est réorganisée, un conseil de santé et un directoire central des hôpitaux créés.
La relance de la guerre contre l'Autriche en avril 1800 amène l'affectation de Daru à l'intendance de l'armée de réserve chargée de la campagne d'Italie. Son nom figure dans la convention d'Alexandrie comme commissaire chargé de son exécution, au même titre que Dejean ou Mossel. Il s'occupe ensuite depuis la ville de Milan de l'approvisionnement des places jusqu'à son rappel à Paris le 24 février 1801.
Il rédige un mémoire faisant le bilan de l'intérim exercé par Lazare Carnot puis un projet de réorganisation des armées pour le temps de paix avant d'être finalement nommé, en juillet, par un arrêté consulaire, à la tête de la 8e division du ministère de la guerre faisant office de secrétariat général. Il n'occupe ce poste que sept mois jusqu'à la division du ministère entre les ministères de la guerre et de l'administration de la guerre. Sans poste, il est nommé le sept mars 1802 au Tribunat.
Au sein de cette assemblée, il défend vainement l'instruction religieuse lors du débat sur un projet de loi portant sur l'organisation de l'instruction publique puis prononce un discours le 19 mai 1802 faisant l'éloge de la conscription par rapport au volontariat. À la fin de ce même mois de mai, il occupa les fonctions de secrétaire du Tribunat. Après avoir épousé le 1er juin Alexandrine Nardot, jeune femme de 18 ans (il en a 35 pour sa part), il consacre le deuxième semestre de l'année 1802 à une étude sur le service de place. Au Tribunat, il prononce le 24 mars 1803 un discours relatif au projet de loi sur la monnaie dans lequel il reprend les idées de Richard Cantillon. Le Tribunat approuve ce discours qui est même imprimé. Il est ensuite le rapporteur du projet de loi portant sur la levée des conscrits des ans XI et XII. Le 23 mai 1803, il présente un rapport sur les négociations entre la France et le Royaume-Uni, conclu par cette phrase : « Français, chéririez-vous votre repos jusqu'à lui sacrifier la gloire ? ».
Le 28 mai 1803, Daru reçoit l'ordre d'organiser un camp de 80 000 à 90 000 hommes à Saint-Omer. En juin et août, il est nommé adjoint de Petiet, lui-même nommé successivement nommé ordonnateur en chef et commissaire général. Peu de temps après son élévation au grade de commandeur de la Légion d'honneur, il devient chef de sa famille à la suite du décès de son père le 30 juin 1804. Il est également invité à participer au sacre de Napoléon.

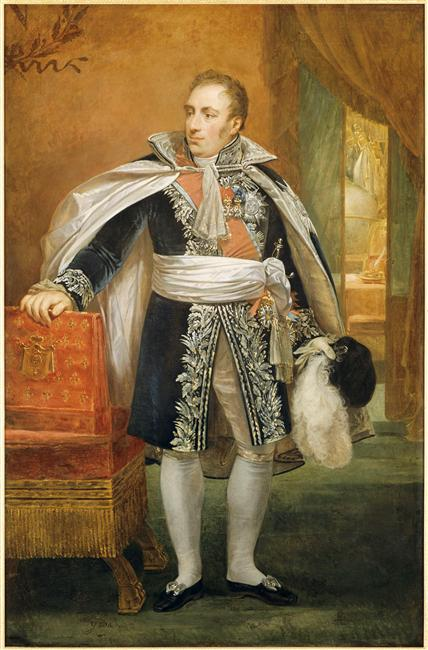
Portrait du comte Daru par Antoine-Jean Gros, 1813, château de Versailles.

#### Empire
Napoléon souhaitant réformer l'organisation des forces terrestres, un nouveau code militaire devait être élaboré et présenté devant le Conseil d'État au début de l'année 1806 afin de « remplacer et d'annuler tout ce qui existe de lois, ordonnances, règlements, arrêtés et décisions relatifs à l'armée de terre ». La responsabilité de cet imposant travail, quoique facilité par la mise à jour de nombreux textes les années précédentes, est confiée à Daru le 3 mars 1805 qui est ensuite nommé conseiller d'État en service ordinaire le 17 juillet 1805. Il est parallèlement nommé — le 24 juillet 1805 — intendant général de la liste civile de la maison de l'Empereur, succédant ainsi au comte de Fleurieu.
Le 2 septembre 1805, tandis que Petiet est nommé intendant général de la Grande Armée, Daru en devient le commissaire général, Napoléon pensant le premier malade. Dans les faits, Daru n'eut pas véritablement à appliquer cette fonction tout comme il ne rédigea pas la légendaire dictée de Boulogne. Il prépare la venue de Napoléon au palais Rohan à Strasbourg, rédige un rapport sur la mise à disposition de la classe de 1806 et en fait lecture devant le Sénat le 23 septembre avant de recevoir un courrier de Berthier le 24 septembre lui ordonnant de rejoindre l'armée avec « les quartiers-maîtres qui ont été attachés au travail du code militaire ». Ayant rejoint l'armée début octobre, son activité sera consacrée à des tâches comptables, de consultations juridiques, de rédaction de règlements. Le 14 novembre 1805, tandis que le général Clarke est nommé gouverneur général de l'Autriche, Daru en est nommé grand intendant avec notamment pour mission principale de lever les contributions de guerre puis d'exécuter le traité de Presbourg. Le 14 février 1806, Daru arrive à Strasbourg où il assure les fonctions de Petiet, malade et qui mourra le 26 mai 1806.
Le 26 mars 1806, la classe de langue et littérature françaises de l'Institut de France, actuelle Académie française, élit Daru au fauteuil no 7, décision approuvée par Napoléon le 4 avril suivant. La réception de Daru a lieu le 13 août 1806. Le 3 octobre, la Prusse étant entrée en guerre en août, Daru reçoit l'ordre de Napoléon de se rendre à Mayence afin de s'occuper de la mise en place des approvisionnements avant de rejoindre le quartier-général à Bamberg. Par décret du 19 octobre, il est nommé intendant général de la Grande armée ainsi que de la Prusse. Dans les faits, l'approvisionnement de la première se fait au détriment de la seconde et donc de sa population qui reporte sa haine sur Daru.Lors de la progression de l'armée en Pologne (Daru passera successivement de Berlin à Thorn en passant par Varsovie), il doit faire face à de grandes difficultés pour approvisionner les troupes, non seulement du fait de la rapidité de leur avancée, de la relative pauvreté des provinces traversée, mais également par l'application par les forces russes de la tactique de la terre brûlée et d'une guérilla visant les convois. Ces difficultés vont notamment aboutir à la création de l'arme du train des équipages. À la suite de la capitulation de Dantzig, Daru est chargé d'organiser la Poméranie.
Le 22 juillet 1807, Daru est de nouveau envoyé en Prusse afin de lever les contributions imposées par le 2e traité de Tilsit, mais il fait face à de grandes difficultés pour les récupérer. Cette mission ne prendra fin qu'à la toute fin de l'année 1808. En septembre 1808, il est chargé d'organiser l'entrevue d'Erfurt et est nommé comte de l'Empire par un décret en date du 28 octobre 1808.
Dès son retour de Prusse, il remet en ordre la maison civile de l'Empereur avant d'être nommé, dès le 24 mars 1809, intendant général des armées d'Allemagne par un courrier de l'empereur qui lui demande pour le lendemain un rapport sur « tout ce qui est relatif au service des équipages militaires, au service de santé, de l'habillement, aux souliers, aux contributions, approvisionnement, trésor, etc »,. Tout en dirigeant l'intendance des armées durant la campagne, il est également chargé à compter du 14 juin 1809 et ce jusqu'au 16 octobre 1809 d'administrer les provinces autrichiennes. Il sera assisté dans ses fonctions par son frère cadet, Martial Daru, nommé intendant de Vienne, ainsi que par son cousin, Henri Beyle (Stendhal).
Daru va rester près de deux ans et demi à Paris où il se consacre aux séances de l'Académie (il accueille à la suite de son élection Ange-François Fariau de Saint-Ange, rédige un rapport sur le Génie du christianisme), du Conseil d'État et son poste d'intendant de la maison civile de l'empereur. À ce dernier poste, il prépare notamment le douaire de 2 millions de francs pour Joséphine de Beauharnais à la suite du divorce, gère le budget des travaux des bâtiments de la « Couronne » — le terme remplace celui de « liste civile » par un sénatus-consulte du 30 janvier 1810 —, quoiqu'il soit assisté de Louis Costaz qui officie comme intendant des bâtiments, remet de l'ordre dans les dépenses de l'écurie impériale. Il est finalement nommé intendant général du domaine privé, distinct des domaines extraordinaires et de la Couronne.
Le 17 avril 1811, Daru reçoit le titre de ministre secrétaire d'État à la place de Hugues-Bernard Maret, duc de Bassano, lui-même nommé aux Relations extérieures. À ce poste, à peu près équivalent à celui de l'actuel secrétaire général du Gouvernement, il doit signer toutes les ampliations des actes et assurer leur envoi ainsi que leur archivage, rédiger le procès-verbal du Conseil des ministres, relire le Moniteur, préparer une réforme (qui n'aboutira pas) du Conseil d'État. Le 9 septembre 1811, Jean-Baptiste Nompère de Champagny, l'ancien ministre des Relations extérieures ayant encouru la disgrâce de Napoléon, est nommé intendant général des domaines de la couronne à la place de Daru qui conserve malgré tout la gestion du domaine privé et l'intendance des armées : il liquide les comptes des armées, approvisionne la place de Dantzig en vue de la campagne de Russie ; rédige un rapport sur les transports militaires, un autre sur les ambulances proposant de créer un bataillon des équipages des hôpitaux. Finalement, il laisse l'intendance générale de la Grande armée au général Mathieu Dumas en mars 1812.
Il est nommé grand officier de la Légion d'honneur le 30 juin 1811,.
Vers la fin de 1811 et au commencement de 1812, devant l'imminence d'une rupture des relations franco-russes, Daru accompagne Napoléon en Russie.Après la bataille de Smolensk, Daru conseille à l'Empereur d'abandonner la poursuite d'un ennemi qui se dérobe par une fuite calculée, arguant que les approvisionnements ne suivraient plus avec sécurité la marche de l'armée française et que les convois ne pouvaient s'aventurer dans un pays où manquaient les lieux pouvant recevoir des magasins. L'incendie de Moscou justifie les craintes de Daru[réf. souhaitée]. Il remplit ses fonctions de ministre secrétaire d'État jusqu'au début de la retraite de Russie au cours de laquelle il est amené à remplacer l'intendant général, le général Mathieu Dumas, malade, nomination officialisée le 6 novembre 1812. À Orcha, en novembre, Napoléon ordonne de brûler les archives de l'intendance, de la secrétairerie d'État et du secrétaire du portefeuille. Lors du passage de la Berezina, il utilise les bataillons d'équipage militaire pour évacuer les blessés. Le 19 décembre, il s'installe à Koenigsberg où il entreprend notamment de surveiller les hôpitaux, rétablir la comptabilité de l'armée et passer des marchés, en particulier pour des chevaux.
Avec le retour du général Mathieu en janvier 1813, Daru rentre à Paris où son fils Joseph-Eugène vient de naître, mais Napoléon le reçoit assez mal, car il n'a pas « apporté aucun renseignement sur la cavalerie et sur les selles » alors que la reconstitution de la cavalerie anéantie en Russie constitue une urgence absolue. Le 3 février 1813, il participe au premier conseil des ministres réuni depuis 9 mois — consacré bien évidemment à la reconstitution de l'armée — et le lendemain à une séance de l'Académie où il ne retournera par la suite qu'en décembre. Après avoir réexaminé le budget de la Guerre, il est nommé au début du mois d'avril administrateur supérieur de l'armée du Mein et se rend à Mayence après avoir préparé le décret chargeant le duc de Cadore de remplir les fonctions de secrétaire d'État auprès de la Régente. Après la victoire de bataille de Lutzen, il reprend ses fonctions de ministre secrétaire d'État et est nommé le 15 mai directeur de l'administration de l'armée, chapeautant l'intendant général Dumas qui est chargé du secteur entre l'Oder et le Rhin. À la suite de la mort de Duroc, Daru devient le 9 juin le dépositaire des clefs du trésor de réserve tandis qu'il organise l'approvisionnement de l'armée et de ses magasins durant l'armistice qui courut du 26 mai au 17 août ainsi que l'évacuation des blessés et l'acquisition de chevaux auprès du Danemark. La période qui suit la bataille de Dresde est rendue difficile par la météo qui entrave le ravitaillement. Signant alors une moyenne de 55 lettres par jour, Daru doit préparer à partir du 13 octobre la réunion des armées à Leipzig, ce qui nécessite quotidiennement 100 000 rations de pain, 300 000 de viande et d'eau-de-vie et 500 quintaux de riz. Après la défaite, Napoléon charge Daru de s'occuper du désarmement des troupes étrangères qui risquent d'être infidèles à l'instar des Saxons. Le 20 novembre 1813, tandis que Caulaincourt est nommé ministre des relations extérieures et que Hugues-Bernard Maret se voit confier la secrétairerie d'État, Daru est transféré à l'administration de la guerre en remplacement de Cessac. Il est également promu grand aigle (grand-croix) de la Légion d'honneur « pour les services éminents rendus à la patrie ».
Ministre de l'Administration de la guerre et chute de l'Empire.
À la tête du ministère de l'Administration de la guerre, il peut s'appuyer sur la direction générale des vivres, du directoire de l'habillement et de l'équipement des troupes, de l'inspection générale du service de santé et d'un directoire central des hôpitaux militaires. Dès sa nomination, il doit s'atteler à l'habillement des conscrits, au suivi des budgets et la préparation de celui de 1814, à la formation de compagnies d'équipages militaires, à la création d'ateliers de confections, à l'approvisionnement des places, à l'octroi de la solde des armées. Napoléon trouve que « le ministère de l'Administration de la guerre marche trop lentement », écrivant à Daru le 2 mars, alors que les approvisionnements ont peine à suivre les armées durant la campagne de France que « Tout ce qui tient à votre département marche plus mal que le reste ». Malgré tout, le 10 mars, Daru assiste à une séance de l'Académie. À la suite de la proclamation de la déchéance de Napoléon par le Sénat, son ministère est supprimé. Il en profite pour assister à plusieurs séances de l'Académie, est reçu par le tsar Alexandre Ier de Russie. Il s'installe dans un premier temps à Bescheville avant de louer à partier du 1er octobre 1814 un hôtel place de Vendôme, pour la somme de 6 000 francs. À la demande du ministre de la Guerre, il rédige un rapport de gestion pour la période comprise entre 1800 et 1809 ainsi que pour 1813. Fait chevalier de Saint-Louis en août, il est nommé en décembre intendant général des armées du Roi, quelque jour avant la naissance de son dernier enfant, Adèle-Octavie. Le 6 janvier 1815, la comtesse Daru meurt des suites de l'accouchement à l'âge de 32 ans.
Les Cent-Jours
À la suite du débarquement de Napoléon 1er le 1er mars 1815 à Golfe-Juan, plusieurs maréchaux et généraux, ainsi que Daru, auraient offert leurs épées et conseils à Louis XVIII le 19 mars. Le 21 mars, il n'est pas convoqué par l'empereur arrivé la veille à Paris, mais signe l'adresse du Conseil d'État du 26 qui déclare tous les actes de Louis XVIII illégaux.
Le 5 avril, Daru est nommé par décret ministre d'État rattaché au ministère de la Guerre — département ministériel détenu par Davout — avec pour fonction de s'occuper de l'administration. Il remet en place la Garde impériale, réorganise la Garde nationale qui est activée, organise la levée des recrues en envoyant des commissaires extraordinaires dans les provinces tandis que les compagnies de gardes-côtes sont formées. Alors que la bataille de Waterloo scelle le destin de l'Empire, il fait l'acquisition le 21 juin, via un prête-nom, de l'hôtel dit d'Harcourt avant de quitter le ministère de la Guerre le 7 juillet.

### Après l'Empire
Activités académiques et littéraires
Le 8 juillet 1815, il est élu président, pour le trimestre suivant, de l'Académie française qu'il fréquente assidument à partir de la fin de l'année. À la suite de la réorganisation de l'Institut de France par l’ordonnance du 21 mars 1816, il est nommé dans la nouvelle Académie. Nommé en avril 1818 commissaire de la commission centrale administrative, il tient le budget de l'Académie, préconisant une augmentation de dix pour cent pour en assurer le bon fonctionnement. Il prononce le discours de funéraille de l'évêque comte de Roquelaure, doyen de l'Académie. Le 24 juin 1818, il est élu directeur de l'Académie, fonction qu’il occupera de nouveau au 1er trimestre 1823 et durant l’été 1825 après avoir  rédigé une Épitre sur les facultés de l’Homme.
Tandis qu'il publie en 1817 une nouvelle traduction d'Horace — une 5e édition suivra en 1819 —, il travaille en parallèle sur la rédaction d'une Histoire de la république de Venise dont la première édition, comportant 3273 pages réparties en 40 chapitres (qu'il appelle « livre ») est publiée en 1819. Pour la seconde édition, il prit Émile Littré comme secrétaire.
Le 10 janvier 1826, il lit devant l’Académie un fragment de son Histoire de la Bretagne qui comporte trois tomes. La même année, en décembre, il lit un chant de son poème sur l’astronomie et il est élu chancelier de l’Académie.
Le 27 octobre 1828, il est élu à l’Académie des sciences à la place du général Andréossy. L’année suivante, il est membre de la commission chargée d’accorder le prix de statistiques.
Activités militaires.
En 1816, il lui est demandé son avis sur les 35 intendants militaires qui sont conservés sur les 563 membres de l'inspection aux revues et du commissariat des guerres. En septembre 1820, l’ordonnance réformant l’intendance militaire maintient, par faveur, son grade d’intendant général de la Grande Armée.
Activités politiques.
Le 5 mars 1819, il est parmi les 59 nommés par ordonnance à la Chambre des pairs destinée à constituer une opposition libérale. Après avoir prêté serment le 13 mars, il est nommé secrétaire du premier des six bureaux et rapidement rapporteur d'une proposition de loi. Son intervention à l'occasion du règlement définitif des budgets 1815, 1816, 1817 et de la rectification provisoire du budget 1818 est remarquée ; le journal libéral Le Constitutionnel considérant que son exposé a été « un véritable modèle de clarté, d'ordre et de cette sévérité de l'honnête homme qui ne peut composer avec les abus ».
Il intègre le conseil général de la société royale pour l'amélioration des prisons avec pour mission de visiter les établissements pénitenciers des départements du Nord, de la Haute-Savoie, de l'Aude ainsi que la prison de Bicêtre. Devant la surpopulation de cette dernière, il propose un plan de reconstruction en trois logis afin de séparer détenus et prévenus. En 1821, il rédige le rapport de la société, activité qui l’amène à recevoir des courriers de détenus. Il parvient également une hausse des sommes consignées par les créanciers pour l’alimentation des détenus pour dette de 1 franc dans les villes de plus de 50 000 habitants et quatre-vingt-trois centimes dans les autres alors que le gouvernement ne souhaitait qu’une hausse d’un maximum de trente centimes. Il visite également les prisons de l’Aude cette même année.
Fait baron-pair, il échoue à défendre la liberté de la presse et les libertés publiques, en particulier après l’assassinat du duc de Berry par Louis Pierre Louvel. En juin 1820, il ne parvient pas à empêcher le vote d’un projet de loi électorale visant à permettre aux électeurs les plus riches de voter deux fois alors qu’il n’y a que 90 000 électeurs en France et moins de 3 000 candidats possibles. En mars 1822, il lutte encore sans succès contre un nouveau durcissement de la liberté de la presse.
Le 3 février 1823, il s’oppose à l’expédition d’Espagne lors d’un débat à la Chambre. L’année suivante, il est le rapporteur de la « commission chargée de recueillir les documents nécessaires à la justification des dépenses dont la campagne d’Espagne a été l’objet ». En avril 1825, il s’oppose sans succès à la loi du milliard aux émigrés et l’année suivante, avec succès cette fois-ci, à un projet de loi visant à mettre un terme au morcellement des propriétés foncières et renforcer l’aristocratie foncière en remettant en cause l’égalité des enfants en matière d’héritage.
En 1827, après avoir vainement rédigé une supplique au roi en tant que chancelier de l’Académie afin de s’opposer à une nouvelle loi sur la presse, il publie les 44 pages de ses notions statistiques sur la librairie pour servir à la discussion des lois sur la presse. Le Gouvernement renonça à son projet. Il intervient également sur un projet de loi relatif à la juridiction militaire.
En 1828, il est nommé rapporteur pour le règlement définitif du budget de l’exercice 1826, critiquant, entre autres, la part de l’amortissement de la dette et de la charge des intérêts, le coût des régiments suisses, l’utilisation de fonds spéciaux secrets. En août, il est nommé membre de la commission chargée de régler les dettes du roi et des princes antérieures à la Révolution qui rendra le résultat de ses travaux en mai 1829. L’année suivante, il participe aux travaux sur la réforme du code pénal militaire. Lors du règlement du budget 1827, il s’oppose de nouveau aux comptes spéciaux.
Mort.

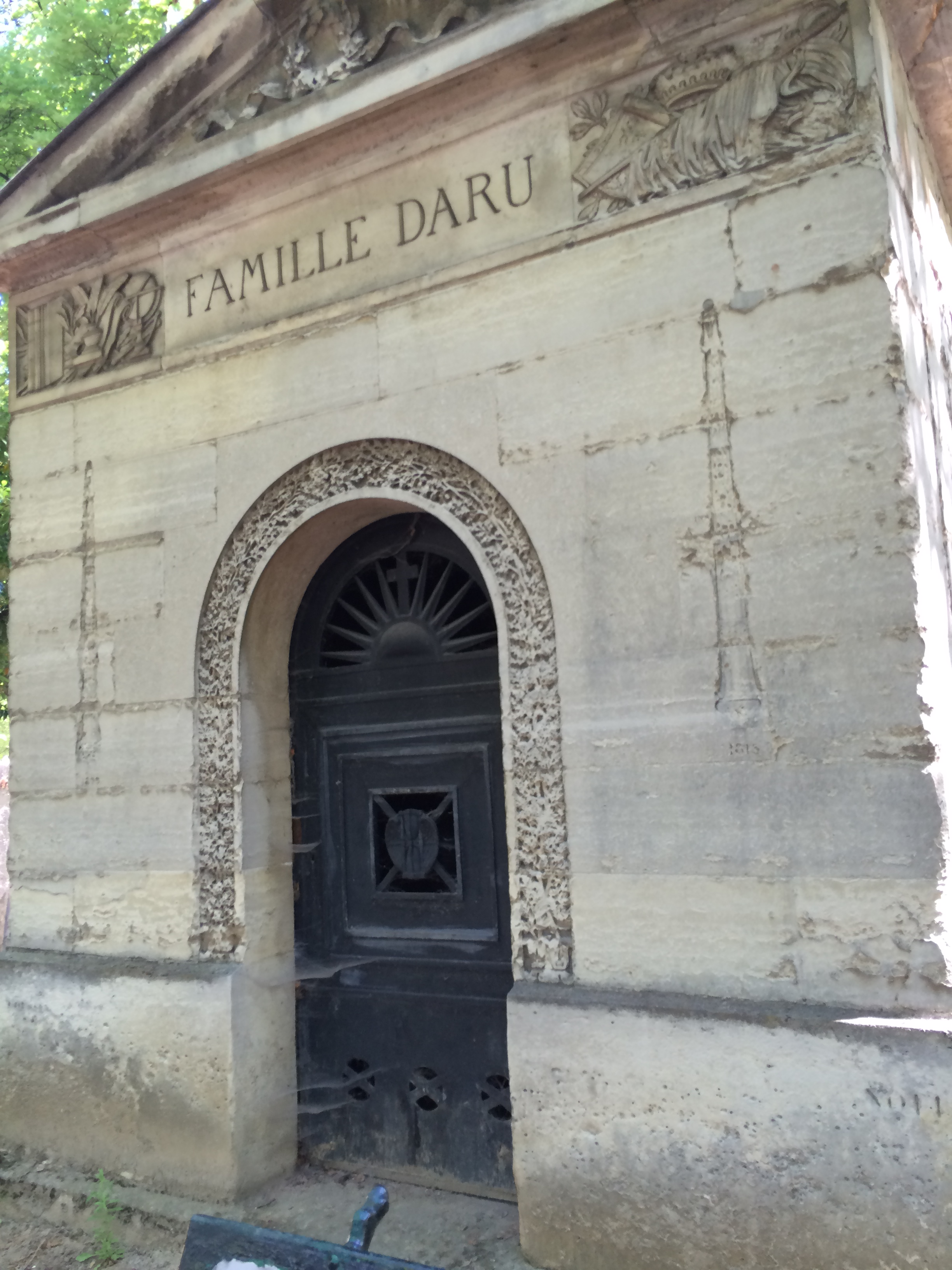
Sépulture de la famille Daru au cimetière de Montmartre (div. 21), à Paris.

Le 5 septembre 1829, il meurt frappé d’apoplexie à Bescheville. Le service religieux a lieu le 11 septembre à Paris, en l’église Saint-Thomas-d’Aquin. Il est inhumé au cimetière de Montmartre avec sa femme.
Il fut remplacé à la chambre des pairs par son fils ainé, Napoléon Daru, à l’Académie des sciences par Joseph Rogniat et Alphonse de Lamartine à l’Académie française.

## Fratrie et postérité

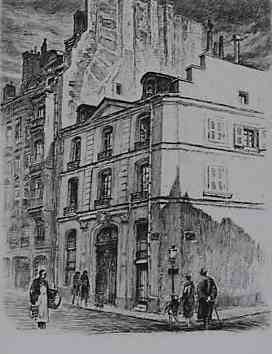
Hôtel Daru, 79, rue de Lille. Gravure d'André de Székély, 1928.

1. Pierre Daru était l'aîné des neuf enfants de Noël Daru (° 21 juin 1726 - paroisse Saint-Hugues, Grenoble † 30 juin 1804 - 79, rue de Lille, Paris), avocat au parlement de Grenoble, employé dans les bureaux de la Cie de Indes dont il devient chef de bureau en 1749, secrétaire général à l'intendance du Languedoc (1762), capitoul de Toulouse (charge anoblissante, en 1769), et Suzanne Perier  (« Peries ») (° 28 janvier 1734 - Montpellier † 20 novembre 1813 - 79, rue de Lille, Paris). Il a pour frères et sœurs :
2. Marie Anne Catherine Suzanne (° 23 décembre 1767 - Montpellier † 20 février 1800 - Paris), mariée le 9 août 1785 (basilique Notre-Dame des Tables, Montpellier), avec Jean Pierre Toussaint Cambon, dont postérité ;
3. Marie Eulalie (° 8 décembre 1768 - Montpellier † 20 septembre 1770 - Montpellier) ;
4. Adélaïde (° 22 décembre 1769 - Montpellier † 12 novembre 1852 - Coubron, Seine-et-Oise), mariée, le 29 juillet 1793, Paris à avec Pierre Lebrun (1761-1810), ancien conseiller à la Cour des Comptes, aides et finances de Montpellier, juge à la Cour d'appel de Paris, dont postérité ; puis, le 1er décembre 1818 à Paris, avec Pierre Marie, marquis de Grave (1755-1823), ministre de la guerre de Louis XVI (1792), général de brigade en 1809, pair de France en 1815, sans hoirs ;
5. Sophie Suzanne (° 19 décembre 1770 † 4 février 1844), mariée, le 22 février 1801 à Paris, avec Jacques Faget de Baure (1755-1817), dont postérité ;
6. Henriette Elisabeth Gabrielle (° 14 février 1772 - Montpellier † 8 août 1772 - Montpellier) ;
7. Suzanne (° 31 mars 1773 - Montpellier † 26 septembre 1778 - Montpellier) ;
8. Martial Noël Pierre (° 2 juillet 1774 - Montpellier † 18 juillet 1827 - Paris), 1er baron Daru et de l'Empire (1813), il fait une carrière d'administrateur, adhère au coup d'État du 18 Brumaire et devient intendant de l'Empire dans les provinces, marié, le 29 septembre 1806 à Paris, avec Chancenie de Froidefond du Chatenet (1783-1854), dont postérié ;
9. Marie Anne Françoise Eulalie (° 8 mars 1776 - Montpellier † 16 décembre 1776 - Montpellier).

Pierre Daru apparaît souvent dans les œuvres autobiographiques de Stendhal, dont il était le cousin.

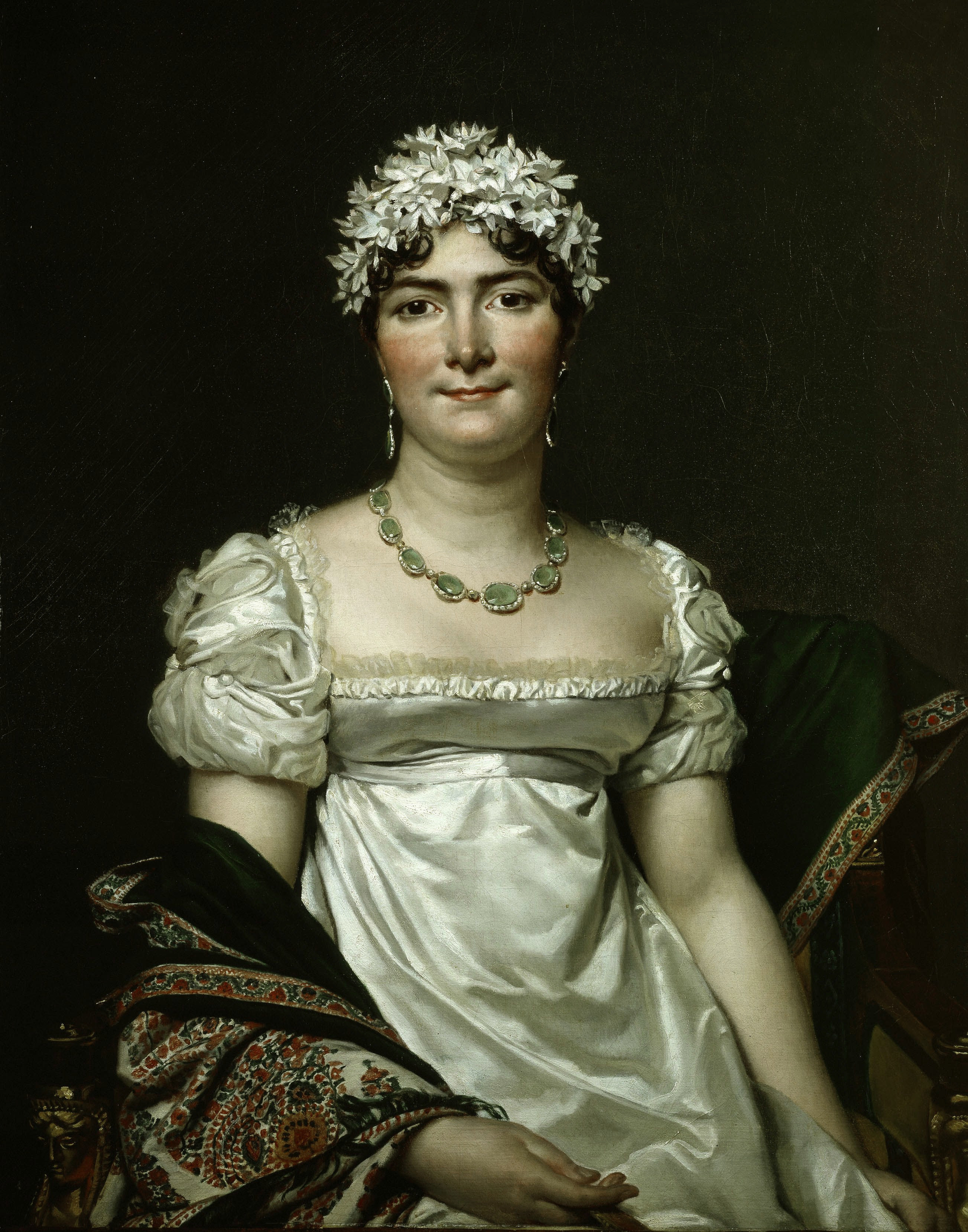
Portrait de la Comtesse Daru par Jacques-Louis David.

- Le comte Daru avait épousé, le 1er juin 1802 à Paris, Alexandrine Thérèse Nardot (° 10 novembre 1783 † 6 janvier 1815 - Paris), dont il eut :
  - Camille Pauline (° 27 avril 1803 † 1890), dame pour accompagner Victoire de Saxe-Cobourg-Gotha, duchesse de Nemours (1840), mariée, le 20 décembre 1826, avec François Eustache de Fulque (1796-1876), marquis d'Oraison
  - Alexandre (° 1804 † 1804) ;
  - Aline Alexandrine (° 27 septembre 1805 - Paris † 4 mars 1876 - Paris), mariée, le 16 janvier 1827, avec Charles Baconnière de Salverte (1800-1875), avocat au barreau de Paris, dont postérité ;
  - Napoléon (1807-1890), 2e comte Daru ;
  - Alexandrine Amélie (° 10 décembre 1808 † 31 décembre 1884), mariée, le 30 juillet 1829, avec Henry Dursus de Courcy (1804-1884), lieutenant de hussards, dont postérité ;
  - Henri Paul (° 30 décembre 1810 - Paris † 15 avril 1877 - Paris), « vicomte » Daru, saint-Cyrien (1829-1831 : 12e promotion), capitaine des hussards, attaché d'ambassade, député de Seine-et-Oise (1842-1848), président de la société d'encouragement des courses de chevaux[48] ;
  - Joseph Eugène (° 17 janvier 1813 - Paris Ier † 20 octobre 1888 - château de Trois-Moulins), « vicomte » Daru, caissier général à la Caisse des dépôts et consignations, officier de la Légion d'honneur (1874), marié, le 30 juillet 1844, avec Clémence Camus du Martroy (1820-1883), dont postérité ;
  - Octavie Adèle (° 26 décembre 1814 † 18 avril 1834 - Bruxelles), mariée, le 18 mai 1833, avec Septime de Faÿ, comte de La Tour-Maubourg (1801-1845) ambassadeur et pair de France.

Les papiers personnels de Pierre Daru ainsi que de son fils Napoléon sont conservés aux Archives nationales sous la cote 138AP.
La promotion 2021 de l’École des Commissaires des Armées porte le nom de "promotion Intendant général Daru". Le baptême de promotion a eu lieu dans la cour des Invalides le 3 décembre 2021 et a été présidé par le général d'armée Thierry Burkhard, chef d'état-major des armées.

## Blason

Blasonnement.
Ecartelé :
- au I, du quartier des comtes Conseillers d'Etat;
- au II, d'azur au mont de six copeaux d'argent, un chef de gueules chargé de trois étoiles d'or;
- au III, d'argent à un arbre arraché de sinople terrassé du même;
- au IV, d'azur à un chevron d'or accompagné en chef de deux étoiles d'argent et en pointe, d'une ancre du même.

## Principales publications
- Œuvres d'Horace, traduites en vers (1797)
- La Cléopédie, ou La théorie des réputations en littérature, suivie du Poème des Alpes ; et de l’Épître à mon sans-culotte (1799)
- Histoire de la république de Venise (3 volumes, 1819-1822)
- Histoire de Bretagne (3 volumes, 1826)
- Notions statistiques sur la librairie pour servir à la discussion des lois sur la presse, 1827 (lire en ligne)
- L'Astronomie, poème en 6 chants (1830)